# Achta Saleh Damane
Achta Saleh Damane é uma jornalista e política chadiana.
Desde 30 de junho de 2019, Damane é Secretária de Estado dos Negócios Estrangeiros.

## Carreira
Damane ocupou vários cargos no governo do Chade, incluindo Vice-Presidente do Conselho Superior para as Comunicações, Secretária de Estado dos Negócios Estrangeiros e secretária-geral do Ministério das Comunicações.
De 9 de novembro de 2018 a 30 de junho de 2019, Damane foi Secretária de Estado da Educação Nacional e Promoção Cívica.